# بحيرة سيئة التغذية

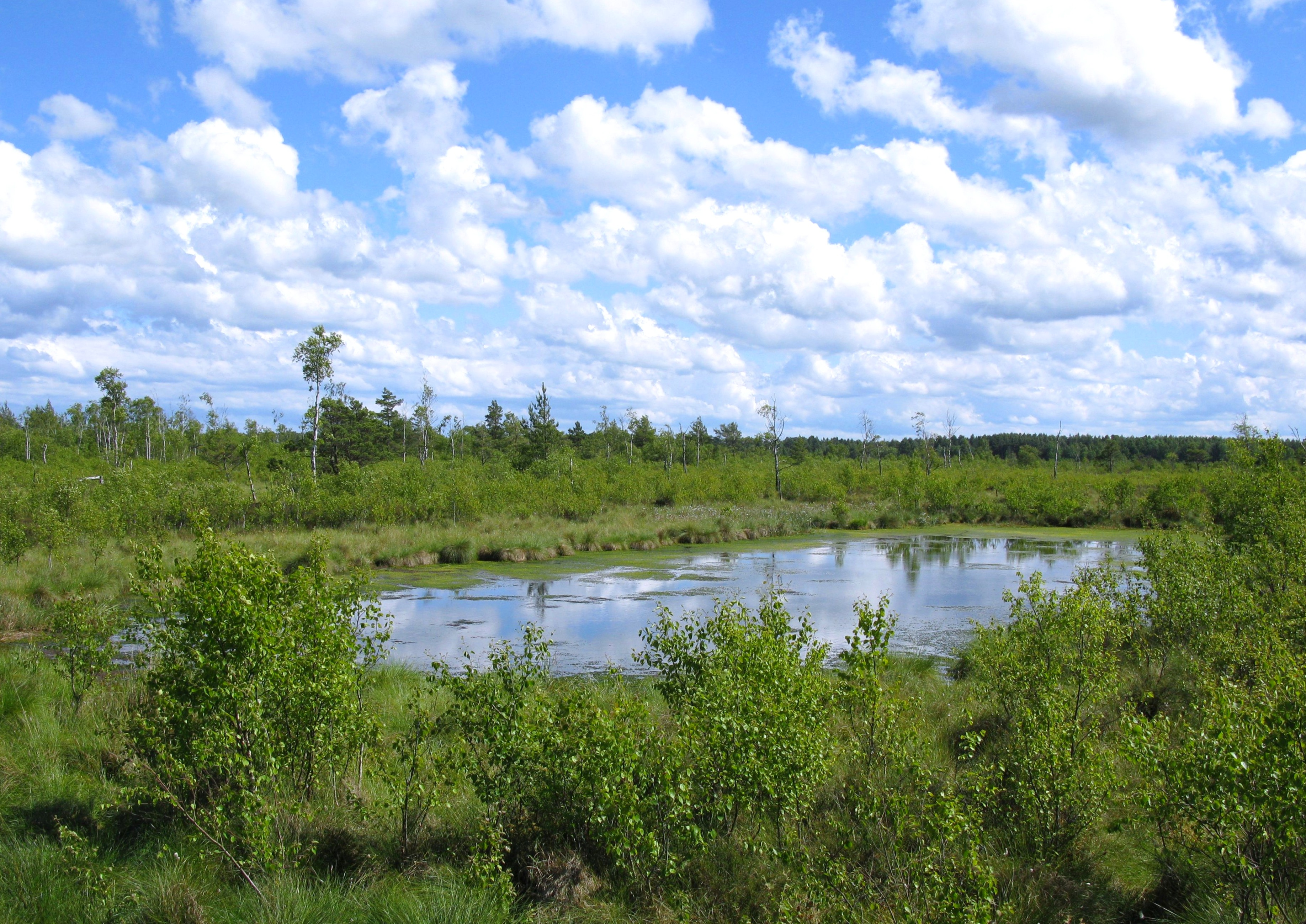
بحيرة سيئة التغذية في بولندا

تنتشر البحيرات سيئة التغذية (بالإنجليزي: Dystrophic lake ) في غابات الصنوبر في أمريكا الشمالية و أورواسيا
وهي بحيرات ذات مياه ملونة بلون الشاي أو اللون البني وهذا التلون نتيجة لتركيزات الأحماض العضوية و المواد العضوية الطبيعية (المواد الدوبالية).
وتختلف هذه البحيرات من بحيرة لأخرى من حيث درجة الحموضة أس هيدروجيني والإنتاج, إلاأنه في نهاية المطاف تعد مياهها مياه حامضية وغير جيدة للإنتاج ونمو النباتات المائية .